# Pandorum
Pandorum – niemiecko-amerykański horror science-fiction z 2009 roku w reżyserii Christiana Alvarta, który jest jednocześnie współautorem scenariusza.

## Fabuła
Akcja filmu rozgrywa się na pokładzie statku kosmicznego przewożącego osadników z ziemi na inną planetę. Z hibernacji budzi się kapral Bower - inżynier pokładowy. Przebudzony jest też porucznik Payton, który ma dowodzić trzyosobową wachtą, lecz brakuje trzeciego członka grupy, ani nie ma śladu po ich poprzednikach. Obaj nic nie pamiętają. Porucznik Payton podejrzewa że ktoś z poprzedniej wachty doznał "pandorum" - załamania psychicznego spowodowanego długotrwałym odosobnieniem prowadzącego do obłędu.
Zauważają, że statek ma problem z reaktorem, więc Bower wyrusza w jego kierunku. Spotyka innych członków załogi - Sheparda, genetyczkę Nadię i rolnika Manha, którzy też niewiele pamiętają, oraz polujących na nich "myśliwych", będących zmutowanymi ludźmi. Shepard wkrótce ginie z ich rąk. Zarówno załoga jak i osadnicy mieli podany środek mutagenny, aby ułatwić im przystosowanie się do warunków na nowej planecie.
Cała trójka wyrusza do reaktora. W tym czasie do porucznika dołącza kapral Gallo z poprzedniej wachty. Informuje porucznika Paytona, że oficerowie z poprzedniej wachty mieli "pandorum" i musiał ich zabić. Tymczasem Bower, Nadia i Manh dowiadują się, od spotkanego Lylanda, co wydarzyło się na statku. Okazuje się też, że mają mniej niż godzinę na zresetowanie reaktora.

## Obsada
- Dennis Quaid jako Payton
- Ben Foster jako Bower
- Cam Gigandet jako Gallo
- Niels Bruno Schmidt jako podporucznik statku Eden
- Norman Reedus jako Shepard
- Antje Traue jako Nadia
- Cung Le jako Manh
- Eddie Rouse jako Leland
- André Hennicke jako lider "myśliwych"
- Wotan Wilke Möhring jako ojciec młodego Bowera